# Ісмаел Алваріса
Ісмаел Алваріса (порт. Ismäel Alvariza; 16 квітня 1897 — ?) — бразильський футболіст, нападник початку XX століття, виступав за збірну Бразилії.
Алваріса почав свою кар'єру у клубі «Брасіл» з рідного міста Пелотас в 1914 році, потім грав за «Гуарані», потім знову повернувся в «Брасіл», а завершив кар'єру в «Сіріо».
За збірну Бразилії Алваріса провів 3 матчі, всі — на чемпіонаті Америки 1920 року і забив 1 м'яч в дебютній грі у ворота збірної Чилі (Бразилія перемогла 1:0).

## Титули і досягнення
- Бронзовий призер Чемпіонату Південної Америки: 1920